# Strumigenys chyzeri
Strumigenys chyzeri är en myrart som beskrevs av Carlo Emery 1897. Strumigenys chyzeri ingår i släktet Strumigenys och familjen myror. Inga underarter finns listade i Catalogue of Life.